# Francisco Castell y Miralles
Francisco Castell y Miralles (Alcoy, 1842-Valencia, 1917) fue un periodista y político español.
Doctor en Ciencias Físicas y en Farmacia por la Universidad Central, fue catedrático de Química orgánica en la Facultad de Ciencias de Valencia desde el año 1896 hasta 1914. Fue elegido diputado por Sagunto en las elecciones generales de España de agosto de 1872 en sustitución de Juan Piñol y Verges. En 1873, tras la abdicación de Amadeo I, votó a favor de la proclamación de la I República Española. Posteriormente, en 1880, fue elegido miembro de la Diputación de Valencia. Como periodista, se inició en la publicación progresista Los Dos Reinos. A partir de 1875 fue copropietario y director del diario El Mercantil Valenciano hasta su fallecimiento en el verano de 1917.